# Amade ibne Caigalague
Amade ibne Caigalague (Ahmad ibn Kaigalag) foi um oficial militar do Califado Abássida de origem turca que serviu como governador na Síria e Egito. Aparece em 904, quando participou duma expedição bem-sucedida contra os carmatas. Em 904-905, após a reconquista abássida da Síria e Egito dos tulúnidas, Amade foi nomeado como governador de Damasco e Jordão e logo teve de enfrentar uma rebelião mal-sucedida pró-tulúnida liderada por Maomé ibne Ali. Em 906, liderou ao lado do comandante de Tarso Rustã ibne Baradu o raide anual contra o Império Bizantino, conseguindo milhares de cativos e muitos animais como butim.
Amade desaparece das fontes até os anos 920, quando é nomeado governador do Egito em 923, mas foi substituído no ano seguinte por Taquim, o Cazar devido à revolta da guarnição do país. Desaparece das fontes até 933, quando é renomeado ao posto de governador devido a morte de Taquim. Nesta posição, foi ordenado que exigisse a rendição de Maomé ibne Tugueje (r. 935–946), que fora deposto do governo de Damasco e recusava-se a acatar as ordens califais. Um acordo foi alcançado entre Amade e Maomé, porém, aproveitando-se da turbulência no Egito e de sua renomeação para o posto de governador do país, o último conseguiu depor Amade através de uma invasão terrestre e naval. Ele fugiu para os fatímidas e não foi mais mencionado, exceto brevemente em 936.

## Vida

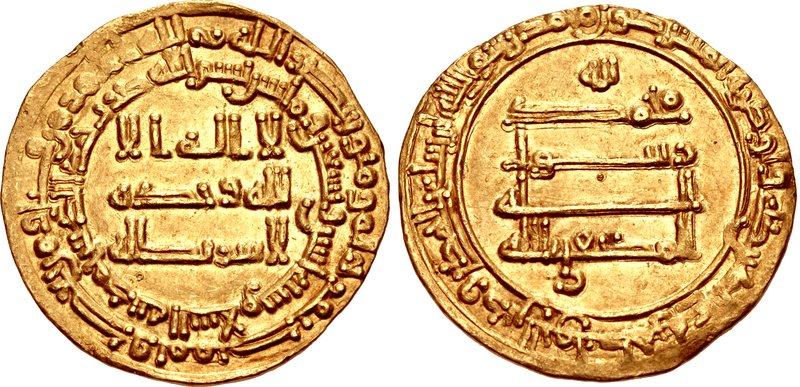
Dinar de ouro do califa Almoctafi r.

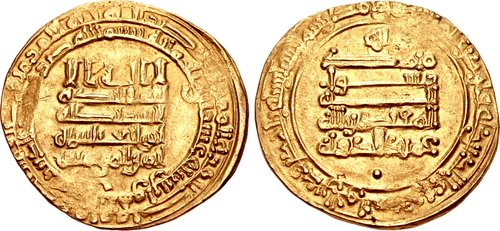
Dinar de ouro do califa de Almoctadir r.

Em 904, Amade participou na batalha vitoriosa contra os carmatas ao lado de seu irmão Ibraim, sob o comando de Maomé ibne Solimão, pelo que os dois irmãos, bem como outros oficiais do exército, receberam roupões de honra do califa Almoctafi (r. 902–908) em 22 de maio. Após os abássidas recuperarem a Síria e Egito dos tulúnidas em 904-905, Amade foi nomeado governador das províncias de Junde de Damasco Damasco e Jordão. Logo, contudo, Amade foi enviado para confrontar a rebelião pró-tulúnida de Maomé ibne Ali. O último conseguiu capturar Fostate e proclamar a restauração dos tulúnidas, enquanto o comandante abássida local, Issa de Nuxar, retirou-se para Alexandria. Maomé mostrou-se vitorioso no primeiro encontro com Amade em Alarixe em dezembro de 905, mas no fim foi derrotado e capturado em maio de 906 e levado para Bagdá. Na ausência de Amade, os carmatas atacaram a Jordânia e derrotaram e mataram seu subcomandante Iúçufe, retirando-se apenas com a aproximação de reforços de Bagdá sob Huceine.
Em 22 de outubro de 906, ele liderou o raide anual contra o Império Bizantino de Tarso ao lado do governador local, Rustã ibne Baradu. Segundo Atabari, eles derrotaram os bizantinos em "Salandu" e alcançaram tão longe quanto o rio Hális, fazendo 4 000 ou 5 000 cativos e levando muitos cavalos e gado como butim. Além disso, um dos comandantes locais relatadamente rendeu-se e converteu-se ao islamismo.
Em julho de 923, Amade foi nomeado governador do Egito, mas logo enfrentou uma revolta das tropas da guarnição, que tinham sido deixadas sem pagamento, e foi substituído por Taquim, o Cazar em abril de 924. Taquim morreu em março de 933, mas seu filho e sucessor designado, Maomé ibne Taquim, falhou em estabelecer sua autoridade na província. O governador de Damasco, Maomé ibne Tugueje, foi nomeado como o novo governador em agosto, mas a nomeação foi revogada um mês depois, antes que pudesse alcançar o Egito. Amade foi renomeado em seu lugar, enquanto um eunuco chamado Buxri foi enviado para substituí-lo em Damasco. Maomé resistiu sua substituição, derrotando e levando Buxri prisioneiro. O califa então ordenou que Amade forçasse Maomé a render-se, e embora o primeiro marchou contra Maomé, ambos evitaram um confronto direto. Em vez disso, ambos encontraram-se e alcançaram um acordo de apoio mútuo, confirmando o status quo.

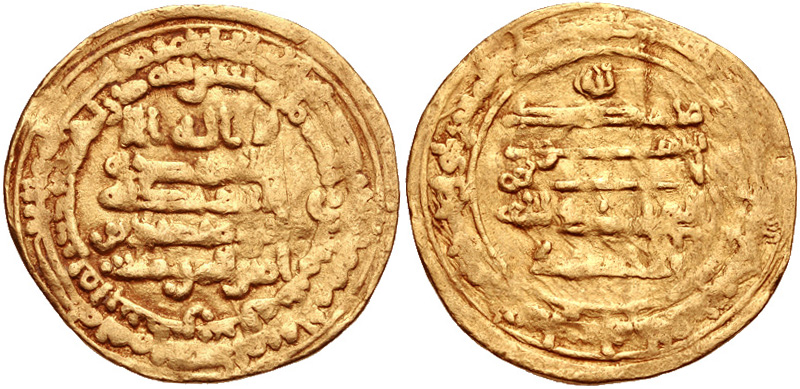
Dinar de ouro do emir iquíxida Maomé ibne Tugueje r.

Amade logo provou-se incapaz de restaurar a ordem no Egito cada vez mais turbulento. Por 935, as tropas estavam se revoltando pela falta de pagamento, e raides beduínos haviam recomeçado. Ao mesmo tempo, Maomé ibne Taquim e o administrador fiscal Abu Becre Maomé minaram Amade e cobiçaram sua posição. Lutas internas eclodiram no interior das tropas entre os orientais (Maxarica), principalmente soldados turcos, que apoiaram o ibne Taquim, e os ocidentais (Magariba), provavelmente berberes e africanos negros, que apoiaram Amade. Apoiado por poderosas facções em Bagdá, o ibne Tugueje foi novamente nomeado governador do Egito. Correndo risco, ele organizou uma invasão ao país por terra e mar. Embora Amade era incapaz de atrasar o avanço do exército inimigo, a frota do último tomou Ténis e o delta do Nilo e moveu-se para a capital Fostate. Superado e vendido em batalha, Amade fugiu para os fatímidas. O vitorioso Maomé entrou em Fostate em 26 de agosto de 935. Nada mais se sabe sobre Amade depois disso, exceto uma breve menção em 936.